# Olympische Winterspiele 1980/Teilnehmer (Zypern)
Die Republik Zypern nahm an den Olympischen Winterspielen 1980 in Lake Placid mit drei Athleten teil. Fahnenträger bei der Eröffnungsfeier war der alpine Skirennläufer Andreas Pilavakis.

## Teilnehmer nach Sportarten

### Ski Alpin
| Frauen - Lina Aristodimou Riesenslalom: 33. Platz: 3:36,85 min Slalom: Ausgeschieden |

| Männer - Andreas Pilavakis Riesenslalom: Disqualifiziert Slalom: 37. Platz: 2:54,42 min - Philippos Xenophontos Riesenslalom: 54. Platz: 3:38,09 min Slalom: 36. Platz: 2:44,16 min |